# Manuela Martelli
Manuela Abril Martelli Salamovich (Santiago, 16 d'abril de 1983) és una actriu i directora de cinema xilena que s'ha destacat pels seus papers en pel·lícules com Machuca, així com en pel·lícules d'internacionals com ara Il futuro.

## Biografia

### Infància i joventut
Filla de Nicolás Martelli, d'origen italià i Marian Salamovich, d'origen croat, a realitzar els seus estudis secundaris en el Saint George's College de la comuna de Vitacura. Durant el seu últim any d'estudis, va decidir presentar-se al càsting de la pel·lícula B-Happy, dirigida per Gonzalo Justinià i en la qual va aconseguir obtenir el paper principal. Per la seva actuació en aquesta pel·lícula va obtenir el reconeixement a la millor actriu al Festival Internacional del Nou Cinema Llatinoamericà de l'Havana.
Després de diplomar-se al col·legi, va entrar en 2002 a l'Escola d'Art de la Pontifícia Universitat Catòlica de Xile, ingressant en 2004 a estudiar paral·lelament a l'Escola de Teatre de la mateixa universitat, d'on va diplomar en 2007.
El 2004 va actuar en la pel·lícula Matxuca de Andrés Wood, obtenint per ella el Premis Altazor 2004 a Millor Actriu. Després es va unir a la segona temporada de la sèrie Huaiquimán y Tolosa.
El 2007 va participar en la realització de Radio Corazón, la segona versió del Chacotero Sentimental.
Més tard va debutar en televisió, participant en la teleSèrie Feroz de 2010 transmesa per Canal 13.

### Internacionalització
En 2013 va protagonitzar la pel·lícula Il futuro, dirigida per la directora i guionista xilena Alicia Scherson. La pel·lícula està basada en la novel·la Una novelita lumpen del famós escriptor Roberto Bolaño, sent seleccionada per al Festival de Cinema de Sundance del mateix any, així com guanyadora en la categoria de millor pel·lícula al Festival Internacional de Cinema de Rotterdam. Martelli interpreta el paper de Bianca.

### El seu pas a la direcció
A mitjan 2010, l'actriu es va mudar als Estats Units per a realitzar un Magíster en Direcció Cinematogràfica en la Universitat del Temple. En ella va dirigir el seu primer curtmetratge, Apnea, el qual va debutar en la 21a versió del Festival Internacional de Cinema de Valdivia.
En 2013 va començar a treballar en un llargmetratge anomenat Coraje, amb la productora Dominga Sotomayor, gràcies al finançament de Corfo Cine. La pel·lícula, el títol de la qual va ser canviat posteriorment a 1976, un drama sobre la dictadura protagonitzada per Aline Kuppenheim, va ser estrenada al Festival de Canes de 2022, en la Quinzena dels Realitzadors. L'obra representa a Xile en els Premis Goya i va aconseguir el guardó en la secció de Llargmetratge Xilè del Festival Internacional de Cinema de Valdivia.
Des de 2016 és directora de càsting de la sèrie Bala loca (sèrie de televisió , de Chilevisión.

## Vida personal
Martelli va mantenir una llarga relació sentimental amb el director de cinema xilè Matías Bize.

## Filmografia

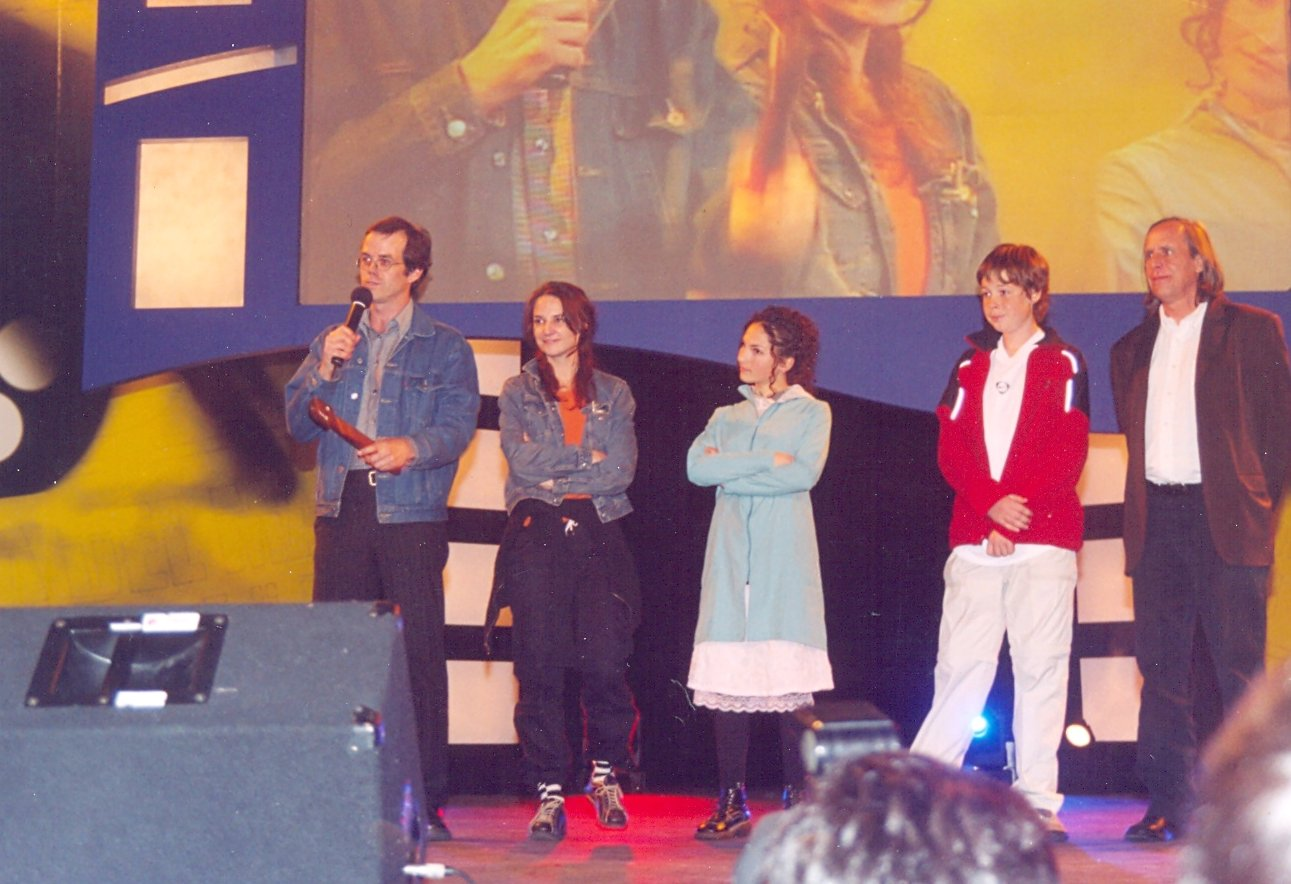
Andrés Wood, Aline Kuppenheim i Manuela Martelli durant l’entrega del premi de la pel·lícula Machuca, al Festival Internacional de Cinema de Viña del Mar de 2004.

### Com a actriu

#### largmetratges
| Any  | Títol                    | Paper         | Director                 |
| ---- | ------------------------ | ------------- | ------------------------ |
| 2003 | B-Happy                  | Katty         | Gonzalo Justiniano       |
| 2004 | Machuca                  | Silvana       | Andrés Wood              |
| 2005 | Como un avión estrellado | Luchi         | Ezequiel Acuña           |
| 2005 | Monógamo sucesivo        | anónimo       | Pablo Basulto            |
| 2007 | Radio Corazón            | Nice Riquelme | Roberto Artiagoitía      |
| 2007 | ¡Pega Martín pega!       | anónimo       | León Errázuriz           |
| 2007 | Malta con huevo          | Fedora        | Cristóbal Valderrama     |
| 2008 | La buena vida            | Paula         | Andrés Wood              |
| 2008 | Sonetàula                | Maddalena     | Salvatore Mereu          |
| 2009 | Navidad                  | Aurora        | Sebastián Campos         |
| 2011 | Mi último round          | Jennifer      | Julio Jorquera Arriagada |
| 2013 | Il futuro                | Bianca        | Alicia Scherson          |
| 2013 | El árbol magnético       | Marianela     | Isabel de Ayguavives     |
| 2013 | Il mondo fino in fondo   | Ana           | Alessandro Lunardelli    |
| 2014 | Olvidados                | Ximena        | Carlos Bolado            |
| 2014 | Dos disparos             | Lucía         | Martín Rejtman           |
| 2020 | Detrás de la lluvia      |               | Valeria Sarmiento        |

#### Curtmetratges
| Any  | Títol             | Paper               | Director                    |
| ---- | ----------------- | ------------------- | --------------------------- |
| 2005 | Baño de mujeres   | Soledad             | Alicia Scherson             |
| 2008 | Vestido           | Carola              | Jairo Boisier               |
| 2009 | The Bridge        | Lucía               | Nicolás Ureta               |
| 2010 | Avevamo vent'anni | Mejor amiga de Sara | Ivan Silvestrini            |
| 2010 | Queso pimentón    | anónimo             | Fernando Lavanderos Montero |
| 2016 | Valparaíso        | Rocío               | Carlo Sironi                |

### Com a directora i guionista
| Any  | Títol                          | Directora                   | Guionista                   |
| ---- | ------------------------------ | --------------------------- | --------------------------- |
| 2014 | Mar                            | Dominga Sotomayor           | Martelli i altres           |
| 2015 | Apnea (curtmetratge)           | Martelli                    | Martelli                    |
| 2016 | Marea de tierra (curtmetratge) | Martelli i Amirah M. Tajdin | Martelli i Amirah M. Tajdin |
| 2022 | 1976                           | Martelli                    | Martelli i Alejandra Moffat |

### Televisió
| Any  | Títol                 | Paper          | Tipus        | Episodis                |
| ---- | --------------------- | -------------- | ------------ | ----------------------- |
| 2008 | Huaiquimán y Tolosa   | Sofía Santos   | Sèrie        | 11 episodis             |
| 2010 | Feroz                 | Amanda Carrera | telenovel·la | Completa (120 episodis) |
| 2010 | Cartas de mujer       | Leontina       | Sèrie        | «Carta de Leontina»     |
| 2011 | Karma                 | Margarita      | Sèrie        | «Mi primera vez»        |
| 2014 | La canción de tu vida | Isa            | Sèrie        | «Un año más»            |
| 2016 | Citizen               | Isabel         | Sèrie        | Episodi 1.1             |

## Premis
Martelli ha estat guanyadora i nominada a diversos premis durant la seva carrera:
| Any  | Esdeveniment                                                          | Pel·lícula      | Rol                              | Resultat  |
| ---- | --------------------------------------------------------------------- | --------------- | -------------------------------- | --------- |
| 2022 | Premis Goya (Millor Pel·lícula Iberoamericana)                        | 1976            | Directora                        | Nominat   |
| 2022 | Festival de Cinema de Londres (Millor Opera Prima)                    | 1976            | Directora                        | Guanyador |
| 2016 | Festival de Cinema de Sundance (Gran premi del jurat en curtmetratge) | Marea de tierra | Directora (amb Amirah M. Tajdin) | Nominat   |
| 2016 | Festival Internacional de Cinema de Hong Kong (Ocell de foc d’or)     | Marea de tierra | Directora (amb Amirah M. Tajdin) | Nominat   |
| 2014 | Premis Altazor 2014                                                   | Il futuro       | Actriu                           | Nominat   |
| 2013 | Festival de Cinema Iberoamericà de Huelva (Colón de plata)            | Il futuro       | Actriu                           | Guanyador |
| 2005 | Premis Altazor 2005                                                   | Machuca         | Actriu                           | Guanyador |
| 2003 | Festival Internacional del Nou Cinema Llatinoamericà de l'Havana      | B-Happy         | Actriu                           | Guanyador |